# مسئله استینراد
در ریاضیات، به‌خصوص در نظریه همولوژی، مسئله استینراد (به انگلیسی: Steenrod's Problem) که به نام نورمن استینراد نامگذاری شده، مسئله‌ای مربوط به تحقق رده‌های همولوژی توسط منیفلدهای تکین است.

## فرمولاسیون
فرض کنید M منیفلد بسته و جهت‌داری از بعد n باشد و فرض کنید {\displaystyle [M]\in H_{n}(M)} رده جهت‌گیری آن باشد. در اینجا {\displaystyle H_{n}(M)} گروه همولوژی n-بعدی از M است. هر نگاشت پیوسته {\displaystyle f\colon M\to X}، هم‌یختی چون {\displaystyle f_{*}\colon H_{n}(M)\to H_{n}(X)} را القاء می‌کند. رده همولوژی {\displaystyle H_{n}(X)} را تحقق‌پذیر نامند اگر به فرم {\displaystyle f_{*}[M]} بوده به گونه‌ای که {\displaystyle [M]\in H_{n}(M)}. مسئله استینراد به توصیف تحقق‌پذیری رده‌های همولوژی {\displaystyle H_{n}(X)} می‌پردازد.

## ارجاعات
1. ↑  Eilenberg, Samuel (1949). "On the problems of topology". Annals of Mathematics. 50: 247–260. doi:10.2307/1969448.
2. ↑  Hatcher, Allen (2001), Algebraic Topology, Cambridge University Press, ISBN 0-521-79540-0
3. ↑  Encyclopedia of Mathematics. "Steenrod Problem". Retrieved October 29, 2020.

- مشارکت‌کنندگان ویکی‌پدیا. «Steenrod Problem». در دانشنامهٔ ویکی‌پدیای انگلیسی، بازبینی‌شده در ۲۵ مهٔ ۲۰۲۱.